# Harry Heilmann
Harry Edwin Heilmann (3 de agosto de 1894 -9 de julio de 1951) fue un jugador de béisbol de Estados Unidos que jugó durante 17 temporadas en las Grandes Ligas con los Detroit Tigers (1914, 1916-1929) y los Cincinnati Reds (1930, 1932). Fue elegido como miembro del Salón de la Fama en 1954.
Heilmann, fue un bateador de líneas dirigidas que ganó cuatro títulos de bateo de la Liga Americana (1921, 1923, 1925, 1927). Él y Ted Williams son los últimos dos bateadores en promediar.400 en una temporada, Heilmann lo logró en 1923, con un average de.403. El promedio de por vida de Heilmann fue de.342, el 12do más alto de la historia de las Grandes Ligas.
Heilmann fue igualmente un gran slugger, terminando entre los líderes de la Liga Americana tanto en slugging como en carreras impulsadas en 12 temporadas. Está entre los líderes de las Grandes Ligas en dobles con 542 (23.º), en triples con 151 (49.º) e impulsadas con 1,539 (39.º). Participó en 2,148 partidos de las Mayores, incluyendo 1,518 como jardinero derecho y 448 como primera base. Heilmann fue el primer jugador en conectar un cuadrangular en cada uno terrenos en uso de las Grandes Ligas durante su tiempo.

## Carrera en Grandes Ligas

### Primera corona de bateo
Aunque Heilmann fue un buen bateador (.291 de promedio) en sus primeros seis años en las Mayores, no se convirtió en un extraordinario bateador hasta 1921. La era de la bola viva, que comenzó en 1920, sin dudas contribuyó a la ofensiva de Heilmann en la década del 20. Además de la bola viva, el desarrollo ofensivo de Heilmann también se vio influenciado por Ty Cobb. Cobb, trabajó mucho con Heilmann en tu técnica de bateo, desde que fuera entrenador de los Detroit Tigers en 1921. Heilmann, ganó la corona de bateo de la Liga Americana esa temporada (1921), con un promedio de.394 (solo cinco puntos superior al promedio de Cobb).
Junto con la corona de bateo, Heilmann también lideró la Liga en hits con 237 y estuvo entre los líderes de varios departamentos: por ciento de enbase (3.º) con.444, slugging (2.º) con.606, total de bases (2.º) con 365, dobles (3.º) con 43, carreras impulsadas (2.º) con 139 y extra bases (3.º) con 76.
Durante la temporada de 1921, los Tigers finalizaron con un promedio ofensivo de.316 el mayor de la historia de la Liga Americana.

### 1922-1927: otras tres coronas de bateo
En la temporada de 1923, además del título de bateo, Heilmann tuvo una de sus mejores temporadas como slugger. Finalizó segundo tras Ruth en por ciento de en base (.481) y slugging (.632). Igualmente, estuvo entre los cinco primeros en anotadas con 121 (4.º), hits con 211 (3.º), total de bases con 331 (4.º), dobles con 44 (4.º), jonrones con 18 (3.º), impulsadas con 115 (3.º) y extra bases con 73 (4.º). A pesar de superar la marca de los.400, Heilmann finalizó tercero en la votación por el MVP de la Liga Americana, por detrás de Babe Ruth y Eddie Collins.
En 1924, Heilmann bajó hasta los.346 de average (sexto de la Liga Americana) pero lideró la Liga en dobles con 41 y tuvo otra temporada de más de 100 impulsadas. Heilmann tuvo su mejor año defensivo en 1924, llegando a la marca de 31 asistencia desde los jardines, más que ningún otro jugador de esa posición esa temporada. Heilmann nunca sobrepasó la marca de 18 asistencias durante otra temporada en su carrera.
En 1925, ganó su tercer título de bateo, esta vez en cerrada lucha con Tris Speaker. A comienzos de septiembre, Heilmann estaba separado de Speaker por 50 puntos, pero lo aventajó en las semanas finales. Con pocos partidos por delante, Heilmann se negó a salir de la alineación y ganó la corona por.393 contra.389. Una vez más, estuvo entre los líderes en la mayoría de las categorías ofensivas: 134 impulsadas (2.º),.457  de por ciento de en base (4.º),.569 de slugging (5.º), 225 hits (3.º) y 326 bases recorridas (4.º). A pesar de la tercera corona de bateo de Heilmann, el MVP de la Liga Americana fue para Roger Peckinpaugh, cuyo average ofensivo fue casi 100 puntos inferior al de Heilmann y tuvo 70 impulsadas y 40 extra bases menos.
En 1926, los jardineros de Detroit ocuparon tres de los cuatro primeros puestos en el promedio ofensivo de la Liga, con el jardinero central Heinie Manush, ganando de la corona de bateo con.378 y Heilmann y el jardinero izquierdo Bob Fothergill promediando ambos para.367.
En 1927, Heilmann ganó su cuarta corona de bateo con.398 de average, solo a dos hits de la marca de los.400. La carrera por la corona en 1927 fue nuevamente muy cerrada, esta vez, entre Heilmann y Al Simmons. La diferencia entre ambos era de solamente un punto el último día de la temporada. En el doble partido contra los Cleveland de la última fecha, Heilmann bateó cuatro hits en el primer encuentro y tres en el segundo, finalizando con.398 (seis puntos por delante de Simmons). A pesar de haber ganado su cuarta corona de bateo, Heilmann terminó segundo en la votación por el MVP de la Liga, esta vez, por detrás de Lou Gehrig.
Durante la década del 20, Heilmann lideró a todos los bateadores de la Liga Americana en promedio de bateo con.364. Su.558 de slugging fue superado solamente por Babe Ruth, Lou Gehrig y Al Simmons. En esa década, Heilmann promedió 220 hits, 110 carreras anotadas, 45 dobles, 12 triples, 16 jonrones y 130 carreras impulsadas por 154 juegos de temporada.

### Años finales en las Grandes Ligas: 1928-1932
El promedio de bateo de Heilmann, comenzó a descender en 1928 (.328) y 1929 (.344), aunque estuvo entre los líderes de bateo en ambas temporadas.
En octubre de 1929, los Tigers vendieron a Heilmann a los Cincinnati Reds. A pesar de las dificultades que le representaba la artritis en sus muñecas, Heilmann promedió.333 con los Reds en 1930, con 68 extra bases, 19 jonrones y 91 impulsadas. Esa temporada, se convirtió en el primer jugador en conectar jonrones en cada parque de las Mayores utilizado durante su carrera. Producto de la artritis, Heilmann no jugó en 1931, intentando volver en 1932, pero solo disputó 15 partidos.
Heilmann se retiró en 1932, con un total de 2,660 hits (62.º en Grandes Ligas), 542 dobles (23.º), 151 triples (49.º), 1,539 carreras impulsadas (39.º), 876 extra bases (57.º). Su average de.342 es aún el segundo más elevado, solo superado por Rogers Hornsby, entre bateadores derechos. En 1994, Ted Williams seleccionó a Heilmann entre los cinco mejores bateadores derechos de todos los tiempos y en el puesto 17 entre todos los bateadores de la historia.

## Reconocimientos
En 1999, “The Sporting News” lo ubicó en el puesto 54 de la lista de los 100 mejores jugadores de béisbol de la historia (100 Greatest Baseball Players) y fue nominado como finalista para el Juego de la Centuria de las Grandes Ligas (Major League Baseball All-Century Team).